# Піщаний (ентомологічний заказник)
Піщаний — ентомологічний заказник місцевого значення. Об'єкт розташований на території Дворічнаської селищної громади Куп'янського району Харківської області, біля села Піщанка.
Площа — 15 га, статус отриманий у 1984 році.
Охороняється ділянка типчаково-різнотравних і чагарникових степів у долині річки Муравка, притоки Осколу, відділена від оточуючих полів лісосмугами.
У заказнику виявлені рідкісні види степових комах, що занесені або були занесені до Червоної книги України: рофітоїдес сірий, мегахіла округла, мелітурга булавовуса, джмелі моховий, степовий, глинистий. Також поширені комахи запилювачі люцерни та інших сільськогосподарських культур, ентомофаги та ґрунтоутворювачі.